# Уэйкфилд, Риз
Риз Уэ́йкфилд (англ. Rhys Wakefield; род. 20 ноября 1988, Кэрнс, Квинсленд, Австралия) — австралийский актёр.

## Биография
Риз Уэйкфилд родился 20 ноября 1988 года в Кэрнсе. Учился в школе The McDonald College of Performing Arts, Новый Южный Уэльс, где в 2003 году выиграл актёрскую стипендию. Участвовал в различных школьных постановках, работал с главной австралийской оперной труппой (Opera Australia) и с крупнейшей австралийской труппой классического балета (The Australian Ballet). Помимо обучения в школе также посещал актёрские курсы в Zenith Theatre. В 2006 году окончил школу.
До появления в сериале «Дома и в пути», в котором Риз играл с 2005 по 2008 год, сыграл эпизодическую роль в фильме «Каблуки» и в двух эпизодах телесериала «Коалы не виноваты». В 2008 году сыграл главную роль в фильме «Чёрный шар», принёсший ему номинации в категории лучший актёр. Мировая премьера фильма состоялась на Берлинском международном кинофестивале в феврале 2008 года, где фильм получил «Хрустального медведя» в категории лучший художественный фильм конкурса для юношества Поколение 14+.
В 2011 году вышел в прокат ещё один фильм, где Риз сыграл одну из главных ролей — «Санктум». Продюсером фильма выступил Джеймс Кэмерон. В 2013 году вышел фильм «Судная ночь», в котором Риз сыграл главаря банды студентов.

## Фильмография
| Год       |    | Русское название         | Оригинальное название  | Роль                        |
| --------- | -- | ------------------------ | ---------------------- | --------------------------- |
| 2000      | ф  | Каблуки                  | Bootmen                | танцующий мальчик           |
| 2002      | с  | Коалы не виноваты        | Don't Blame the Koalas | Брэд                        |
| 2005—2008 | с  | Дома и в пути            | Home and Away          | Лукас Холден                |
| 2008      | ф  | Чёрный шар               | The Black Balloon      | Томас Моллисон              |
| 2009      | ф  | Брокен Хилл              | Broken Hill            | Скотт Прайс                 |
| 2011      | ф  | Санктум                  | Sanctum                | Джош                        |
| 2013      | ф  | Судная ночь              | The Purge              | Вежливый Незнакомец         |
| 2013      | ф  | Философы. Урок выживания | The Philosophers       | Джеймс                      |
| 2013      | тф | Рита                     | Rita                   |                             |
| 2013      | ф  | +1                       | +1                     | Дэвид                       |
| 2014      | ф  | Анатомия любви           | Endless Love           | Кид                         |
| 2019      | с  | Настоящий детектив       | True Detective         | Фредди Бёрнс / Freddy Burns |
| 2019      | с  | Расправа                 | Reprisal               | Matty                       |
| 2022      | с  | Первая леди              | The First Lady         | Дик Чейни                   |